# 嘎什根乡
嘎什根乡，是中华人民共和国吉林省白城市镇赉县下辖的一个乡镇级行政单位。

## 行政区划
嘎什根乡下辖以下地区：
嘎什根村、那林村、望海村、长发村、二力把村、创业村、于家围子村、后围子村、丹岱村、乌鸦山村、新慌户村、团结村、农科村、乌兰吐村和立新村。